# Tombulu
Le tombulu  est une langue austronésienne parlée dans la province du Nord, de Sulawesi, en Indonésie. La langue s'étend dans une région situé de la côte Ouest et de la ville de Tomohon jusqu'à la capitale provinciale, Menado.

## Classification
Le tombulu appartient au sous-groupe des langues minahasanes, rattachées, par Blust (1991), au groupe des langues philippines, avec le tondano, le tonsea, le tontemboan et le tonsawang.

## Vocabulaire
Exemples du vocabulaire de base du tombulu :
| français | tombulu | Prononciation |
| -------- | ------- | ------------- |
| deux     | zua     |               |
| cinq     | lima    |               |
| eau      | zano    |               |
| feu      | api     |               |
| terre    | tanaʔ   |               |
| oreille  | luntəŋ  |               |
| froid    | zate    |               |
| grand    | səla    |               |
| je       | aku     |               |
| savoir   | -taʔu   |               |
| dire     | -kua    |               |
| gratter  | -korkor |               |

## Sources
- (en) Liao, Hsiu-Chan, A Typology of First Person Dual pronouns and their Reconstructibility in Philippine Languages, Oceanic Linguistics, 47:1, pp. 1-29, 2008.
- (en) Sneddon, J.N, The Languages of Minahasa, North Celebes, Oceanic Linguistics, IX:1, pp. 11-36, 1970.